# Fernanda Cornejo
María Fernanda Cornejo (Equador, 24 de Março de 1989) é uma modelo e rainha de beleza equatoriana que venceu o Miss Internacional 2011.
Ela é conhecida também apenas por Mafer Cornejo e foi a primeira de seu país a vencer este concurso.
Atualmente trabalha como modelo, é casada e vive em Miami.

## Participação em concursos de beleza

### Miss Equador 2011
Representando Pichincha, Mafer participou do Miss Equador onde acabou em 3º lugar, além de ganhar o prêmio de Melhor Traje Típico. Com isto, ela ganhou a chance de participar do Miss Internacional naquele ano.

### Miss Internacional 2011
Mafer concorreu com outras 66 candidatas, sendo coroada Miss Internacional no dia 6 de novembro de 2011 em em Chengdu, China. Ela também levou os prêmios de Miss Stature e Miss Beauty.

## Vida pós-concursos
Após entregar sua coroa, Maria Fernanda seguiu sua carreira de modelo, tendo feito trabalhos na Europa e EUA.
Ela tem contrato com a agência de modelos americana Elite e desfilou para marcas como Salvatore Ferragamo.
Em 2014 ela participou de um vídeo musical com Ricky Martin e Jennifer López.
Casou-se em fevereiro de 2018, tendo compartilhado imagens em sua conta no Instagram.
Atualmente vive em Miami.